# Saison 1 de Batwoman
Chronologie
Saison 2
Cet article présente les vingt épisodes de la première saison de la série télévisée américaine Batwoman.

## Synopsis
Trois ans après la disparition de Batman, la cousine de Bruce Wayne, Kate Kane, reprend la tenue pour sauver un proche. Gotham, qui avait perdu espoir de revoir un jour Batman, accueille le retour de Batwoman avec plaisir. Une fois sa mission finie, Kate Kane doit décider si elle reprend le flambeau de son cousin ou non.

## Distribution

### Acteurs principaux
- Ruby Rose : Kate Kane / Batwoman
- Meagan Tandy : Sophie Moore
- Camrus Johnson : Luke Fox
- Nicole Kang : Mary Hamilton, demi-sœur de Kate
- Rachel Skarsten : Alice
- Dougray Scott : Jacob Kane, le père de Kate
- Elizabeth Anweis : Catherine Hamilton-Kane, belle-mère de Kate

### Acteurs récurrents
- Gabriel Mann : Tommy Elliot / Hush
- Warren Christie : Bruce Wayne

### Invités
- Sam Littlefield : Mouse[1] (dès l'épisode 4)
- Christina Wolfe : Julia Pennyworth[2] (épisode 7, épisodes 16 à 20)
- Sebastian Roché : Docteur Ethan Campbell[3] (épisode 8)
- Greyston Holt : Tyler
- Kevin Conroy : Bruce Wayne (épisode 9)
- Tom Welling : Clark Kent (épisode 9)
- Erica Durance : Lois Lane (épisode 9)
- Kayla Ewell : Natalia Knight / Nocturna (en)[4] (épisode 13)

### Invités des séries du même univers
- Stephen Amell (VF : Sylvain Agaësse) : Oliver Queen / Green Arrow (épisode 9)
- Audrey Marie Anderson (VF : Anne Massoteau) : Lyla Michaels / Harbinger (épisode 9)
- Melissa Benoist (VF : Zina Khakhoulia) : Kara Danvers / Supergirl (épisode 9)
- Jon Cryer (VF : Lionel Tua) : Lex Luthor (épisode 9)
- LaMonica Garrett (VF : Florian Wormser) : Mar Novu / The Monitor (épisode 9)
- Grant Gustin (VF : Alexandre Gillet) : Barry Allen / Flash (épisode 9)
- Tyler Hoechlin (VF : Thibaut Lacour) : Kal-El / Clark Kent / Superman (épisode 9)
- Caity Lotz (VF : Anne-Charlotte Piau) : Sara Lance / Canary / Ta-er al-Sahfer / White Canary (épisode 9)
- Katherine McNamara (VF : Cindy Tempez) : Mia Smoak / Blackstar (épisode 9)
- Candice Patton (VF : Jessica Monceau) : Iris West-Allen (épisode 9)
- Dominic Purcell (VF : Éric Aubrahn) : Mick Rory / Heat Wave (épisode 9)
- Brandon Routh (VF : Adrien Antoine) : Raymond « Ray » Palmer / The Atom / Clark Kent / Superman (épisode 9)
- Matt Ryan (VF : Axel Kiener) : John Constantine (épisode 9)
- Bitsie Tulloch : Lois Lane (épisode 9)

## Liste des épisodes

### Épisode 1:Retour à Gotham
- États-Unis /  Canada : 6 octobre 2019 sur The CW /
- France / 5 novembre 2020 sur Warner TV

- États-Unis : 1,86 million de téléspectateurs[5](première diffusion)

- Brendon Zub (Chuck Dodgson)
- Gray Horse Rider (Le mentor)
- Greyston Holt (Tyler)
- Michelle Morgan (Gabi)
- Gracyn Shinyei (Kate enfant)
- Chris Shields (Maire Akins)
- Ava Sleeth (Beth enfant)
- Rachel Maddow (Voix originale de Vesper Fairchild)
- Dakota Daulby (Chat du Cheshire)

### Épisode 2:De terrier en terrier
- États-Unis /  Canada : 13 octobre 2019 sur The CW /
- France : 5 novembre 2020 sur Warner TV

- États-Unis : 1,45 million de téléspectateurs[5](première diffusion)

- Brendon Zub (Chuck Dodgson)
- Gracyn Shinyei (Kate enfant)
- Ava Sleeth (Beth enfant)
- Rachel Maddow (Voix originale de Vesper Fairchild)

### Épisode 3:Batwoman sort de l'ombre
- États-Unis /  Canada : 20 octobre 2019 sur The CW /
- France : 12 novembre 2020 sur Warner TV

- États-Unis : 1,221 million de téléspectateurs[5](première diffusion)

- Greyston Holt (Tyler)
- Brianne Howey (Reagan)
- Gabriel Mann (Tommy Elliot)
- Rachel Maddow (Voix originale de Vesper Fairchild)
- Ava Sleeth (Beth enfant)

Kate confronte Alice : si elle veut récupérer Dodgson en vie, elle doit prouver son humanité et ne tuer personne durant les prochaines 24 heures.

### Épisode 4:Une pie voleuse
- États-Unis /  Canada : 27 octobre 2019 sur The CW /
- France : 12 novembre 2020 sur Warner TV

- États-Unis : 1,287 million de téléspectateurs[5](première diffusion)

- Rachel Matthews (Margot Pye / Magpie)
- Brendon Zub (Chuck Dodgson)
- Sam Littlefield (Mouse)
- Brianne Howey (Reagan)
- Loretta Walsh (Roxanna)

### Épisode 5:Une longue et triste histoire
- États-Unis /  Canada : 3 novembre 2019 sur The CW
- France : 19 novembre 2020 sur Warner TV

- États-Unis : 1,160 million de téléspectateurs[5](première diffusion)

- Brendon Zub (Chuck Dodgson)
- Gracyn Shinyei (Kate enfant)
- Ava Sleeth (Beth enfant)
- Sam Littlefield (Mouse)
- Nicholas Holmes (Johnny enfant)
- John Emmet Tracy (Jonathan Cartwright)

### Épisode 6:Le bourreau
- États-Unis /  Canada : 10 novembre 2019 sur The CW
- France : 19 novembre 2020 sur Warner TV

- États-Unis : 1,094 million de téléspectateurs[5](première diffusion)

- Sam Littlefield (Mouse)
- Greyston Holt (Tyler)
- Jim Pirri (en) (Bertrond Eldon / L'éxécuteur)
- Rachel Maddow (Voix originale de Vesper Fairchild)
- Mark Gibbon (Angus Stanton)
- Allison Riley (Dana Dewitt)
- Phillip Mitchell (Stu Donnelly)
- Brent Fidler (Juge Raymond Calverick)
- Kheon Clarke (Chris Medlock)
- Matthew Graham (Dean Deveraux)

### Épisode 7:Dis-moi la vérité
- États-Unis /  Canada : 17 novembre 2019 sur The CW /
- France : 26 novembre 2020 sur Warner TV

- États-Unis : 1,009 million de téléspectateurs[5](première diffusion)

- Sam Littlefield (Mouse)
- Greyston Holt (Tyler)
- Christina Wolfe (Julia Pennyworth)
- Rachel Maddow (Voix originale de Vesper Fairchild)
- Garfield Wilson (The Rifle)
- Zen Shane Lim (Derek Holcomb)

### Épisode 8:Buvez-moi
- France : 26 novembre 2020 sur Warner TV
- États-Unis /  Canada : 17 novembre 2019 sur The CW

- États-Unis : 1,008 million de téléspectateurs[5] (première diffusion)

- Greyston Holt (Tyler)
- Sebastian Roché (Docteur Ethan Campbell)
- Rachel Maddow (Voix originale de Vesper Fairchild)
- Allison Riley (Dana Dewitt)
- Cameron McDonald (Commissaire Forbes)
- Tom Cavanagh (Harrison "Nash" Wells)

### Épisode 9:Crisis on Infinite Earths: Le livre de la destinée
- États-Unis /  Canada : 9 décembre 2019 sur The CW /
- France : 3 décembre 2020 sur Warner TV

- États-Unis : 1,704 million de téléspectateurs[5] (première diffusion)

- Grant Gustin (Barry Allen / Flash)
- Matt Ryan (John Constantine)
- Brandon Routh (Ray Palmer / Atom - Clark Kent / Superman (Terre-96))
- Katherine McNamara (Mia Smoak)
- Jon Cryer (Lex Luthor)
- Melissa Benoist (Kara Danvers / Supergirl)
- Bitsie Tulloch (Loïs Lane)
- Tyler Hoechlin (Clark Kent / Superman)
- Stephen Amell (Oliver Queen / Green Arrow)
- Candice Patton (Iris West)
- Caity Lotz (Sara Lance / White Canary)
- Dominic Purcell (Mick Rory / Heat Wave)
- Tom Welling (Clark Kent / Superman (Terre-167))
- Johnathon Schaech (Jonah Hex (Terre-18))
- Erica Durance (Loïs Lane (Terre-167))
- Audrey Marie Anderson (Lyla Michaels / Harbinger)
- Kevin Conroy (Bruce Wayne / Batman (Terre-99))
- Wentworth Miller (Voix originale de l'intelligence artificielle Leonard)

### Épisode 10:Comme tout est bizarre aujourd'hui!
- États-Unis /  Canada : 19 janvier 2020 sur The CW /

- France : 3 décembre 2020 sur Warner TV

- États-Unis : 791 000 téléspectateurs[5] (première diffusion)

- Sam Littlefield (Mouse)
- Shelby Armstrong (Femme étudiante n°2)
- Simon C. Hussey  (Passager)
- Marlowe Percival  (Homme étudiant n°1)
- Malia Pyles (Parker Torres)
- Sebastian Roché (Docteur Ethan Campbell)

### Épisode 11:Un cadeau de non-anniversaire
- États-Unis /  Canada : 26 janvier 2020 sur The CW /
- France : 10 décembre 2020 sur Warner TV

- États-Unis : 674 000 téléspectateurs[5] (première diffusion)

- Sam Littlefield (Mouse)
- Ava Sleeth (Beth enfant)
- John Emmet Tracy (August Cartwright)
- Nicholas Holmes (Johnny enfant)
- Rachel Maddow (Voix originale de Vesper Fairchild)
- Allison Riley (Dana Dewitt)
- Nathan Witte (Agent Robles)
- Cameron McDonald (Commissaire Forbes)
- Ryan Rosery (Bryan Akins)
- Gage Marsh (Steven Forbes)
- Rachel Skarsten (Beth Kane)

### Épisode 12:À toi de décider
- États-Unis /  Canada : 16 février 2020 sur The CW /
- France : 10 décembre 2020 sur Warner TV

- États-Unis : 848 000 téléspectateurs[5] (première diffusion)

- Sam Littlefield (Mouse)
- Brendon Zub (Chuck Dodgson)
- Sebastian Roché (Docteur Ethan Campbell)
- John Emmet Tracy (August Cartwright)
- Seth Whittaker (Reggie Harris)
- Rachel Maddow (Voix originale de Vesper Fairchild)
- Rachel Skarsten (Beth Kane)

### Épisode 13:Nocturna
- États-Unis /  Canada : 23 février 2020 sur The CW /
- France : 17 décembre 2020 sur Warner TV

- États-Unis : 816 000 téléspectateurs[5] (première diffusion)

- Kayla Ewell (Natalia Knight / Nocturna)
- Rachel Maddow (Voix originale de Vesper Fairchild)
- Nathan Witte (Agent Robles)
- Dan Zukovic (Le médecin légiste)
- Rob Jacobsen (Le Lapin blanc)
- Katrina Reynolds (Andi Ostergaard)
- Somnang Chay (La victime femme)
- Amber Lewis (Elle Scantlin)
- Samantha Di Francesco (La patronne du bar)
- Neetu Garcha (La première journaliste)
- Sherilyn Allen (La seconde journaliste)

### Épisode 14:Les blessures du passé
- États-Unis /  Canada : 8 mars 2020 sur The CW /
- France : 17 décembre 2020 sur Warner TV

- États-Unis : 751 000 téléspectateurs[5] (première diffusion)

- Sam Littlefield (Mouse)
- Sebastian Roché (Docteur Ethan Campbell)
- John Emmet Tracy (August Cartwright)
- Kate Isaac (Evelyn Dent)
- Alessandra Torresani (Duela Dent)
- Jeryl Prescott (Diane Moore)
- Rachel Maddow (Voix originale de Vesper Fairchild)
- Nathan Witte (Agent Robles)
- Rob Jacobsen (Le Lapin blanc)
- Bri Neal (Veronica May / Myrtis Dinker)
- Wesley Salter (Docteur Malone)
- Viv Leacock (Bobby Reeves)
- Taylor Hui (Kimberly Wright)

### Épisode 15:Qu'on lui coupe la tête
- États-Unis /  Canada : 15 mars 2020 sur The CW /
- France : 7 janvier 2021 sur Warner TV

- États-Unis : 749 000 téléspectateurs[5] (première diffusion)

- Sam Littlefield (Mouse)
- Ava Sleeth (Beth enfant)
- John Emmet Tracy (August Cartwright)
- Gracyn Shinyei (Kate enfant)
- Nicholas Holmes (Johnny enfant)
- Debra Mooney (Mabel Cartwright)
- Michelle Morgan (Gabi)
- Briana Skye (Amanda)
- Jarett John (Mad Dog)

### Épisode 16:De l'autre côté du miroir
- États-Unis /  Canada : 22 mars 2020 sur The CW /
- France : 7 janvier 2021 sur Warner TV

- États-Unis : 765 000 téléspectateurs[5] (première diffusion)

- Sam Littlefield (Mouse)
- Christina Wolfe (Julia Pennyworth)
- Alex Zahara (Docteur Butler)
- Seth Whittaker (Reggie Harris)
- Allison Riley (Dana Dewitt)
- Viv Leacock (Bobby Reeves)
- Kwesi Ameyaw (Juge Wellington)
- Saskia Wedding (Bailiff)
- Tanja Dixon-Warren (Tammy)

### Épisode 17:Êtes-vous un héros?
- États-Unis /  Canada : 26 avril 2020 sur The CW[7] /
- France : 14 janvier 2021 sur Warner TV

- États-Unis : 634 000 téléspectateurs[5] (première diffusion)

- Sam Littlefield (Mouse)
- Christina Wolfe (Julia Pennyworth)
- Gabriel Mann (Tommy Elliot)
- Alex Zahara (Docteur Butler)
- Rachel Matthews (Margot Pye / Magpie)
- Rachel Maddow (Voix originale de Vesper Fairchild)
- Allison Riley (Dana Dewitt)
- Nathan White (Agent Miguel Robles)
- Viv Leacock (Bobby Reeves)
- Blair Penner (George Adler)
- Lance Burley (Abraham)
- Clare Filipow (Fausse Batwoman)

### Épisode 18:Question de confiance
- États-Unis /  Canada : 3 mai 2020 sur The CW /
- France : 14 janvier 2021 sur Warner TV

- États-Unis : 643 000 téléspectateurs[5] (première diffusion)

- Sam Littlefield (Mouse)
- Christina Wolfe (Julia Pennyworth)
- Gabriel Mann (Tommy Elliot)
- Brianne Howey (Reagan)
- Alex Zahara (Docteur Butler)
- Rachel Matthews (Margot Pye / Magpie)
- Carmine Giovinazzo (Johnny Sabatino)
- Melanie Rose Wilson (Aria)
- Jonathan Vellner (Vasily Kosov)

### Épisode 19:Un secret entre vous et moi
- États-Unis /  Canada : 10 mai 2020 sur The CW /
- France : 21 janvier 2021 sur Warner TV

- États-Unis : 704 000 téléspectateurs[5] (première diffusion)

- Sam Littlefield (Mouse)
- Christina Wolfe (Julia Pennyworth)
- Gabriel Mann (Tommy Elliot)
- Alex Zahara (Docteur Butler)
- Brianne Howey (Reagan)
- Malia Pyles (Parker Torres)
- Rachel Maddow (Voix originale de Vesper Fairchild)
- Linden Banks (Professeur John Carr)
- Favour Onosemuode (Gina)
- Tom Lim (Tony Kim)
- Janet Glassford (Janet l'infirmière)

### Épisode 20:Ô, Souris!
- États-Unis /  Canada : 17 mai 2020 sur The CW /
- France : 21 janvier 2021 sur Warner TV

- États-Unis : 739 000 téléspectateurs[5] (première diffusion)

- Sam Littlefield (Mouse)
- Christina Wolfe (Julia Pennyworth)
- Gabriel Mann (Tommy Elliot)
- Terrence Terrell (Tim "Le Titan" Teslow)
- Warren Christie (Bruce Wayne)
- Rachel Maddow (Voix originale de Vesper Fairchild)
- Allison Riley (Dana Dewitt)
- Philip Granger (Entraineur Kurt Donahue)
- Bruce Harwood (Professeur Darby)
- Austin Obiajunwa (Apollo Teslow)